# Chiesa del Santissimo Cuore di Gesù (Gargazzone)
La chiesa del Santissimo Cuore di Gesù (in tedesco Herz Jesu Kirche) è la parrocchiale di Gargazzone (Gargazon) in Alto Adige. Appartiene al decanato di Terlano-Meltina della diocesi di Bolzano-Bressanone e risale al XX secolo.

## Storia

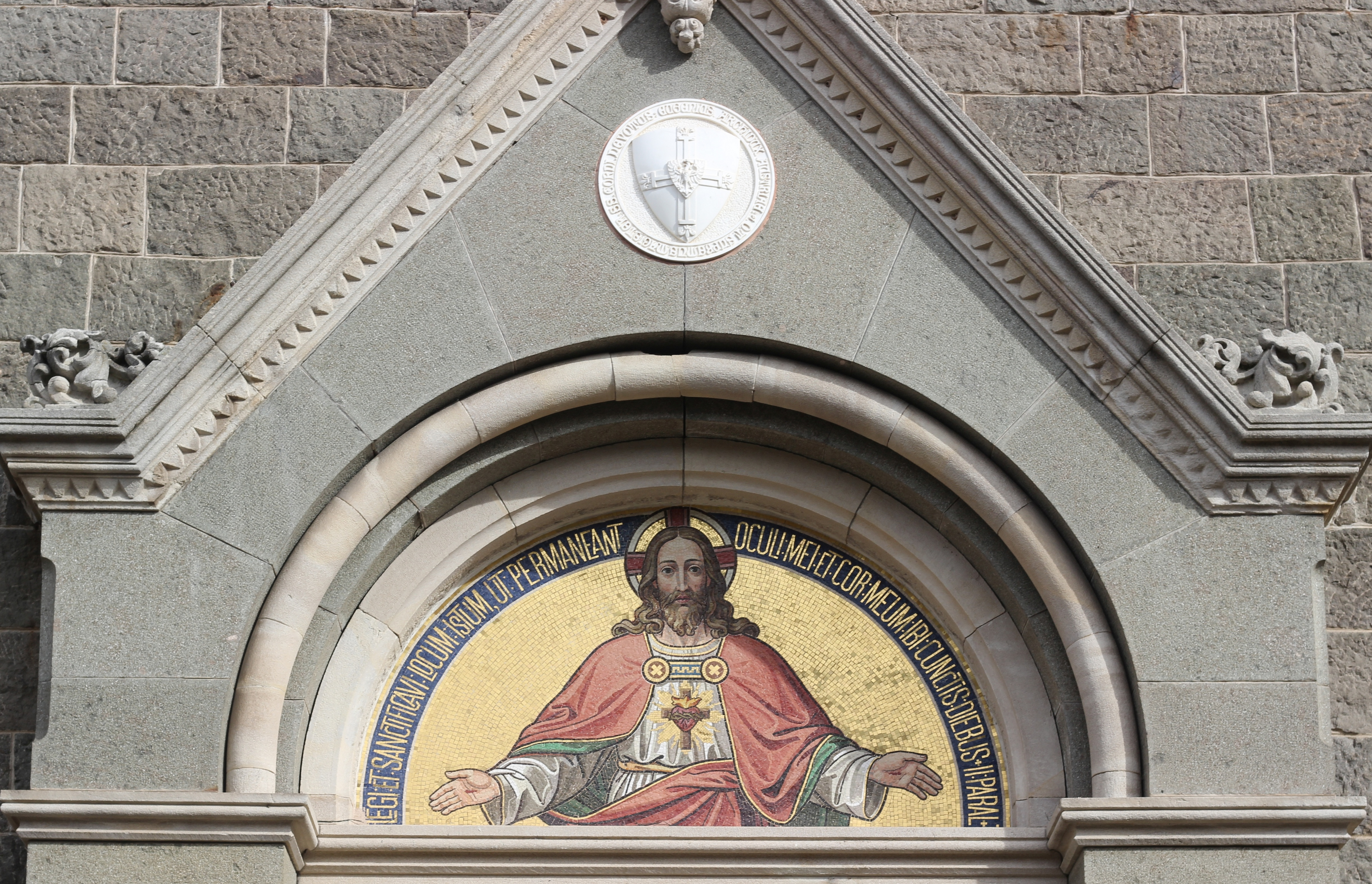
Lunetta sul portale di accesso con mosaico, opera di Josef Pfefferle.

La costruzione della nuova chiesa parrocchiale, destinata a sostituire la più antica chiesa di San Giovanni Battista non più sufficiente ad accogliere l'aumentato numero di fedeli a Gargazzone iniziò verso il 1900, quando il territorio rientrava nell'allora Impero austro-ungarico, e venne ultimata solo dopo la fine della prima guerra mondiale, nel 1927, quando l'Alto Adige entrò a far parte del Regno d'Italia.
La solenne consacrazione fu celebrata il 13 maggio 1928 dal vescovo di Trento Celestino Endrici. La torre campanaria venne ultimata solo due anni più tardi e le campane della cella vennero benedette nel 1931.

## Descrizione
La chiesa è un monumento sottoposto a tutela col numero 50059 nella provincia autonoma di Bolzano.

### Esterni
La struttura dell'edificio è in pietra a vista, utilizzando porfido delle cave vicine. La facciata a capanna di ispirazione neogotica e neoromanica presenta il portale principale con cornice in rilievo con colonne e pilastri che reggono l'architrave e la lunetta con mosaico che raffigura Gesù Cristo con le mani aperte.
Sulla facciata, su mensole sporgenti, si trovano due statue e al centro, in alto, il grande rosone. La torre campanaria si trova in posizione leggermente arretrata, sulla destra, ed è caratterizzata da tre ordini di feritoie e dalla cella campanaria che si apre con quattro finestre a bifora. La copertura apicale è a forma di piramide ottagonale acuta a base ottagonale.

### Interni
La pala posta sull'altare maggiore è opera di Franz Weger mentre la Via Crucis, in tavole di creta, è stata realizzata da Carlo Odorizzi.